# José Miguel Furnaro
José Miguel Furnaro Lobos (27 de mayo de 1977) es un periodista y presentador de televisión chileno

## Biografía
Estudió en la Scuola Italiana y más tarde realizó la carrera de periodismo en la Universidad Diego Portales. Además realizó estudios en la Escuela de Radio y Televisión de la Radio Televisión Española en Madrid, España.
Trabajó en El termómetro de Chilevisión (2000), Día a día en TVN (2002), Deportes en Meganoticias de Mega (2003-2004) y en Radio Horizonte en el programa Gente de Mundo de Enrique Evans. En Canal 13 ha participado como periodista de En boca de todos (2005-2009), y como conductor de 3x3 (2006-2009), donde ha desarrollado diversas facetas humorísticas como la dupla de "Los periodistas del humor", junto a Eduardo Fuentes, o "El Hombre Croma".
Anteriormente realizó móviles para el extinto matinal de Canal 13 conducido por Luis Jara, Juntos, el show de la mañana. En cámara se le pudo ver en Canal 13 y Zona Latina en "Viña 50 Años de festival" con Antonio Vodanovic.
En 2009 formó parte del equipo del estelar Un golpe de lucho de Mega, y como reportero de Mucho gusto, el matinal de la red privada.
En 2012 se desempeñó como libretista del programa Mentiras verdaderas de La Red y panelista del programa No eres tú, soy yo de Zona Latina. 
Fue el más destacado conductor en Radio FM Tiempo del programa Superados junto a Carolina Brethauer. Desde septiembre de 2013 hasta diciembre de 2016 fue presentador del matinal Sabores de Zona Latina, junto con Álvaro Lois, Jessica Abudinen, Nataly Chilet y la boliviana Alejandra Quiroga. 
Posteriormente estuvo en canal Vive de VTR con el programa Somos un Plato (2017-2019), junto al destacado cocinero chileno Álvaro Lois. Desde el 17 de junio de 2019 es conductor de Somos un Plato en el canal TV+ también junto a Álvaro Lois, programa que se emite de lunes a viernes.
En 2021 anima el programa Las cosas del deporte también por TV+. En Radio @txsplus www.txsplus.com realiza el Programa TXS Topic conversando con emprendedores de Innovación.